# كيث غوتفريد
كيث غوتفريد (بالإنجليزية: Keith Gottfried)‏ هو محامي أمريكي، ولد في 11 نوفمبر 1966 في بروكلين في الولايات المتحدة.

## وصلات خارجية
- الموقع الرسمي